# Aldo Montano (1978)
Aldo Montano (Livorno, 18 november 1978) is een Italiaansschermer gespecialiseerd in het wapen sabel.
Montano behaalde zijn grootste succes met het winnen van olympisch goud in 2004 op dezelfde spelen won hij ook met zijn ploeggenoten de zilveren medaille in de teamwedstrijd sabel. Op de twee daaropvolgende spelen won hij telkens de bronzen medaille met het team. In 2016 stond de teamwedstrijd niet op de planning vanwege het roulatiesysteem van de drie verschillende teamonderdelen.
Montano werd in 2011 in eigen land wereldkampioen individueel en in 2015 wereldkampioen met het team.
Montano zijn vader werd in 1972 olympisch kampioen sabel team.

## Resultaten

### Olympische Zomerspelen
| Jaar | Plaats         | Resultaten           |
| ---- | -------------- | -------------------- |
| 2004 | Athene         | sabel sabel team     |
| 2008 | Peking         | 10e sabel sabel team |
| 2012 | Londen         | 11e sabel sabel team |
| 2016 | Rio de Janeiro | 11e sabel            |
| 2020 | Tokio          | sabel team           |

### Wereldkampioenschappen schermen
| Jaar | Plaats          | Resultaten         |
| ---- | --------------- | ------------------ |
| 2002 | Lissabon        | sabel team · sabel |
| 2003 | Havana          | sabel              |
| 2005 | Leipzig         | sabel team         |
| 2007 | Sint-Petersburg | sabel · sabelteam  |
| 2009 | Antalya         | sabel team         |
| 2010 | Parijs          | sabel team         |
| 2011 | Catania         | sabel · sabel team |
| 2015 | Moskou          | sabel team         |
| 2018 | Wuxi            | sabel team         |
| 2019 | Boedapest       | sabel team         |

1896: Ioannis Georgiadis ·
1900: Georges de la Falaise ·
1904: Manuel Díaz ·
1906: Ioannis Georgiadis ·
1908: Jenő Fuchs ·
1912: Jenő Fuchs ·
1920: Nedo Nadi ·
1924: Sándor Pósta ·
1928: Ödön Tersztyánszky ·
1932: György Piller ·
1936: Endre Kabos ·
1948: Aladár Gerevich ·
1952: Pál Kovács ·
1956: Rudolf Kárpáti ·
1960: Rudolf Kárpáti ·
1964: Tibor Pézsa ·
1968: Jerzy Pawłowski ·
1972: Viktor Sidjak ·
1976: Viktor Krovopoeskov ·
1980: Viktor Krovopoeskov ·
1984: Jean-François Lamour ·
1988: Jean-François Lamour ·
1992: Bence Szabó ·
1996: Stanislav Pozdnjakov ·
2000: Mihai Covaliu ·
2004: Aldo Montano ·
2008: Zhong Man ·
2012: Áron Szilágyi ·
2016: Áron Szilágyi ·
2020: Áron Szilágyi ·
2024: Oh Sang-uk